# Сила, що зберігає
«Сила, що зберігає» — фентезійний роман американського письменника Стівена Р. Дональдсона, остання книга першої трилогії циклу «Хроніки Томаса Ковенанта». За нею йде «Поранена земля», яка починає другу трилогію.

## Короткий зміст сюжету
Повернувшись у свій власний «реальний» світ, Томас Ковенант спустошений втратою Елени, хоча він все ще твердить собі, що його досвід у Країні був лише сном. Змучений цим безвідповідним парадоксом, він нехтує своїм фізичним станом; він припиняє приймання ліків і не лікує рану на голові, дозволяючи його сплячій проказі знову активізуватися.
Блукаючи в лісі за межами свого рідного міста, він натрапляє на загублену маленьку дівчинку, яку укусила гримуча змія. У цей момент його знову викликає в Край, цього разу відчайдушний Верховний Лорд Морам, який потребує допомоги. Ковенант з'ясовує, що минуло сім років після Іллеартської війни, і лорд Фол готується до останнього нападу на людей Землі. Фол поневолив змучений дух колишнього верховного лорда Елени, який тепер володіє Посохом Закону на службі зла. Лорди втратили своїх найвірніших захисників, нестаріючого Кривавого Варта, і Землю закинуло на вічну зиму. Крім того, лорд Фол відновив свою армію, яка під командуванням третього гігантського рейвера Сатанського кулака тепер облягає гору-фортецю лордів Ревелстоун. Як останній засіб, лорди вирішили звернутися до Ковенанта в надії, що він зможе використати дику магію своєї каблучки з білого золота, щоб відбити облогу та врятувати Землю від повного знищення.
Ковенант, однак, вимагає, щоб Мхорам відпустив виклик, щоб дозволити йому врятувати життя дівчини в «реальному» світі. Морам погоджується. Ковенанту справді вдається врятувати дівчину, але ціною отруєння отрутою гримучої змії, яку він з неї висмоктав. У такому стані та знаючи, що дівчина в безпеці, він приймає ще один виклик.
Ковенант знову опиняється біля Варти Кевіна, місця, куди його переніс лорд Фол, коли його вперше викликав Слюнявий Кам'яний Хробак. Цього разу він був привезений до Краю спільними зусиллями Тріока, покинутого коханця Лени (яку Ковенант зґвалтував під час своєї першої подорожі до Краю, що призвело до народження Елени) та Гіганта Солтхарта Фамфоллоуера, його благодатного супутника з квесту для Посоха Закону та одного з двох останніх вцілілих Велетнів. Спустившись з гори та подорожуючи на схід з Тріоком і Фамфоллоуером у пошуках володінь лорда Фоула, Ковенант з жахом спостерігає за грабіжництвом, спричиненим Фоулом і його слугами. На південь від рівнин Ра Ковенант виявляє, що його старий охоронець Беннор приєднався до раменів у спробі захистити ранігінів, розумних вільних коней, які раніше служили Кровавій охороні верховими конями. Ковенант переконує Рамена відвести ранігінів на південь у безпечне місце; Беннор, який уже постарів, оскільки більше не підтримується силою своєї обітниці, супроводжує його в подорожі на схід. Викрадений Рейверсом, Ковенант протистоїть Елені та використовує силу своєї каблучки з білого золота, щоб відпустити її привида, хоча це призводить до знищення Посоха Закону. Беннор відмовляється підтримувати Ковенанта й надалі, хоча приймає металеві каблуки Посоха на зберігання та зрештою повертається до Лордів. Тим часом лорд Морам після тривалої битви зміг прорвати облогу Ревелстоуна та вбити Сатансфіста.
Після цього Ковенант і Фамфоловер вирушають до Ріджек Тома, самого серця володіння лорда Фоула, де їм вдається перемогти Фоула; цей вчинок також усуває велику частину хаосу, спричиненого порушенням Еленою Закону Смерті. Ковенант, який нарешті отримав повне розуміння та контроль над силою дикої магії, використовує її, щоб знищити камінь Іллеарта: під час останнього катаклізму Пінослідувача вбивають, і, схоже, Ковенанта.
Однак його свідомість залишається, і, перебуваючи в стані десь між буттям і неіснуванням, до нього в темряві говорить голос старого жебрака з початку першої книги, який насправді є Творцем Землі. Творець дякує Ковенанту за порятунок його творіння і запитує його, яку винагороду він може прийняти. Схвильований Ковенант просить Творця врятувати Фамфолловера, але Творець із жалем каже Ковенанту «невимовним тоном», що навіть він не може скасувати те, що вже сталося: інакше Арка Часу, фундаментальна структура, що лежить в основі всесвіту Землі, буде бути знищеним. Творець пояснює, що саме це обмеження завадило йому мати справу з Фоулом напряму: йому довелося діяти через довірену особу, Ковенант, і навіть після того, як Ковенант було транспортовано до Землі, Творець не втручався у свободу Ковенанта волі будь-яким способом. Рішення «врятувати чи прокляти» Землю було власним рішенням Ковенанта.
Потім Творець каже Ковенанту, що у нього є вибір: або він може залишитися на Землі в повному здоров'ї, або його можна повернути до життя у своєму власному світі, де інакше він помер би від алергічної реакції на лікування проти отрути, внесеній у його непритомне тіло. Ковенант, який все ще не бажає повністю прийняти Землю, вибирає останнє і прокидається на лікарняному ліжку, ослаблений від фізичної травми, все ще хворий, але щасливий, що живий, і упевнений у тому, що він не підвів Землю.